# Dialekte in Bayern

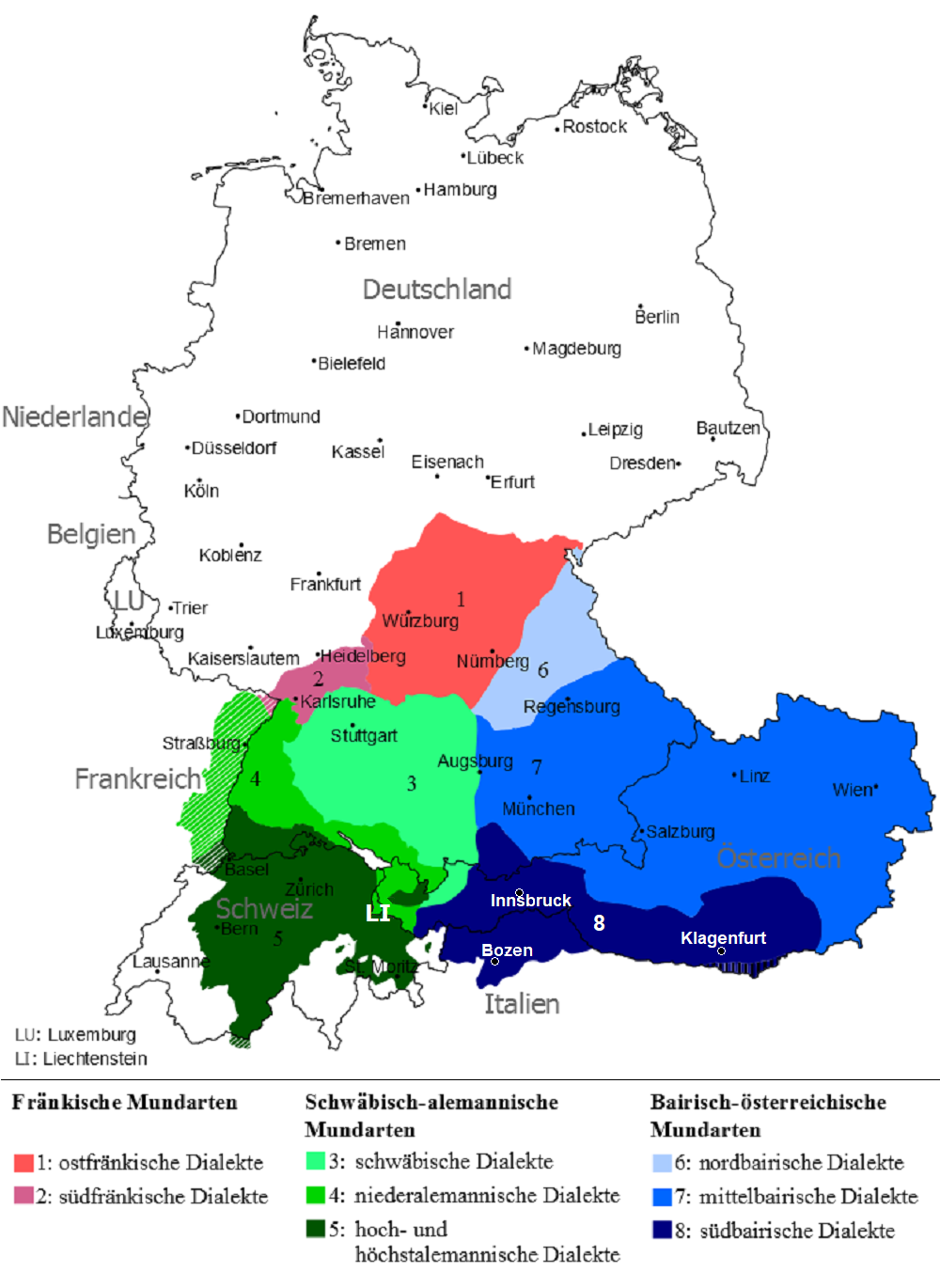
Oberdeutsche Mundarten

Über die Jahrhunderte gab es starke Veränderungen des bairischen Territoriums vom frühmittelalterlichen Stammesherzogtum Baiern, das mit dem bairischen Sprachgebiet übereinstimmte, bis zum heutigen Freistaat Bayern. Im Früh- bzw. Hochmittelalter spalteten sich das Herzogtum Kärnten, das Herzogtum Österreich, das Herzogtum Steiermark und das Erzstift Salzburg ab und das Herzogtum Bayern verlor damit den größeren Teil des bairischen Sprachraumes. Während sich das verbliebene bairische Territorium bis zur staatlichen Vereinigung mit Kurpfalz zu Kurpfalz-Bayern 1777 weitgehend auf das „altbairische“ Sprachgebiet im heutigen Ober- und Niederbayern und der Oberpfalz beschränkte, konnte es sein Gebiet bis zum Wiener Kongress 1815 mehr als verdoppeln. Das Königreich Bayern gewann rund ein Drittel des schwäbischen Dialektraumes hinzu. Ein großer Teil des Hohenlohe- und Tauberfranken mit seinen ostfränkischen Dialekten fiel dagegen an Württemberg und Baden. 1946 verlor der Freistaat Bayern die Pfalz mit ihren pfälzischen Dialekten an das neugegründete Land Rheinland-Pfalz.

## Bairisch
In den drei „altbayerischen“ Bezirken Oberbayern, Niederbayern und der Oberpfalz sowie in einem Teil des heute zu Oberfranken gehörenden Fichtelgebirges (Kreis Wunsiedel) und im östlichen Landkreis Bayreuth werden bairische Mundarten gesprochen. Wegen der territorialen Kompaktheit Altbaierns entstanden keine sehr großen Unterschiede in Wortschatz und Aussprache. Quer durch den bairisch-österreichischen Sprachraum, der sich vom sächsischen oberen Vogtland (Raum Adorf – Bad Brambach) bis zur Salurner Klause in Südtirol, bzw. zu den zimbrischen Sprachinseln in den venezianischen Alpen und vom Arlbergpass bis zum Neusiedler See erstreckt, verlaufen drei Hauptabgrenzungen:
Nordbairisch nördlich der Linie Bayerisch Eisenstein – Regensburg – Ingolstadt – Neuburg an der Donau bis zur Mündung des Lech in die Donau hat sich am meisten Eigenheiten aus dem Mittelhochdeutschen bewahrt.
Mittelbairisch, das als Mehrheitsdialekt gerade über die meist in München ansässigen Medien weite Verbreitung findet, erstreckt sich in einem breiten Gürtel von Friedberg bei Augsburg über München und Passau sowie in Österreich über Salzburg, Linz und Wien bis zum Neusiedler See an der Grenze zu Ungarn. Speziell in der Landeshauptstadt und deren Umgebung ist die Verwendung des Bairischen aber stark rückläufig, besonders innerhalb der jüngeren Generation.
Südbairisch wird, mit Ausnahme des topographisch zu Tirol neigenden Werdenfelser Landes um Garmisch-Partenkirchen sowie im südlichen bayerischen Inntal, heute fast ausschließlich in Österreich, Südtirol und einer Handvoll Sprachinseln in den italienischen Provinzen Trient und Venetien gesprochen. Bis zu ihrer Vertreibung nach dem Ende des Zweiten Weltkriegs wurde von der deutschen Bevölkerung im südlichen Slowenien das sogenannte Gottscheer Bairisch gesprochen.

## Ostfränkisch
Die in Bayern gesprochenen ostfränkischen Mundarten, die im Folgenden „Fränkisch“ genannt werden, bilden den südöstlichen Zweig der fränkischen Dialekte. Vom Mittelalter bis zu Napoleons Zeit splitterten sich die Territorien des ehemaligen fränkischen Stammesherzogtums, ähnlich wie im Schwäbischen, sehr stark auf. Deshalb gibt es hier sehr viele kleine Dialekträume mit teils großen Unterschieden. Zunächst die Abgrenzung: Gegenüber dem bairisch-österreichischen Raum bildet die Kreisgrenze Hof-Wunsiedel am Fichtelgebirgskamm seit dem Mittelalter die Mundartgrenze zum Oberfränkischen. Sie verläuft dann vom Ochsenkopf bis zur Bamberger Schranke nahe Pegnitz auf oberfränkischem Gebiet. Dort beginnt ein über Nürnberg bis zum mittelfränkischen Kreis Weißenburg (Dreistammesstein bei Treuchtlingen) reichendes und teils 40 km breites Übergangsgebiet, in dem der Wortschatz teils fränkisch und teils altbairisch ist, die Aussprache aber stärker zum Fränkischen neigt. Rund um den mittelfränkischen Hesselberg wird der schwäbische Einfluss unüberhörbar; die Stadt Dinkelsbühl gehört noch zum fränkischen Sprachraum mit leichten schwäbischen Einflüssen.
In Baden-Württemberg fällt die schwäbisch-fränkische Sprachgrenze weitgehend mit der Südgrenze der „Region Heilbronn – Franken“ zusammen und nimmt in Altwürttemberg immer mehr schwäbische Züge an, obwohl die Sprache vom Wortschatz und grammatischen Besonderheiten (z. B. Diminutivendung -lich im Plural) her immer noch unverwechselbar fränkisch ist. Zudem verschiebt sich die Sprachgrenze durch Zuwanderung pro Jahr ca. um 1 km zuungunsten des Fränkischen. Ausnahme von dieser Entwicklung ist nur das nach Würzburg orientierte Main- und Taubertal.
Westlich von Wertheim/Kreuzwertheim bildet auf bayerischem Gebiet der Spessart die Mundartgrenze zum Hessischen. Außer dem Raum Miltenberg/Aschaffenburg (Bayerischer Untermain) neigt in Unterfranken auch Bad Brückenau zum Hessischen.
Vom Landkreis Coburg, wo Itzgründisch gesprochen wird, bis zum grabfeldisch-hennebergischen Sprachraum in der Rhön überspringt das Ostfränkische die Landesgrenze ins südthüringische Gebiet hinein.

## Schwäbisch-Alemannisch
Zu den schwäbisch-alemannischen Mundarten gehören die im Elsass (ohne Weißenburg/Wissembourg und dem „krummen Elsass“), der Deutschschweiz, Südbaden bis zur Oos, Kern- und Südwürttemberg, dem größten Teil Bayerisch-Schwabens, Vorarlberg und angrenzenden Gebieten Tirols (Lechtal und Außerfern), Oberbayerns (Lechrain) und den oberitalienischen Walsergebieten gesprochenen Dialekte.
Der bayerische Bezirk Schwaben gehört fast gänzlich zu diesem Sprachraum, der sich auf bayerischem Gebiet wie folgt abgrenzt: Unter Einschluss von Dinkelsbühl ostwärts über das Hesselberggebiet zum Hahnenkamm und zum Dreistammesstein bei Treuchtlingen. Von dort westlich von Monheim bis nach Donauwörth und entlang des Lechs bis nach Augsburg und von da an in einem Übergangsfächer zwischen Lech, Ammersee und Ammergebirge nach Süden.
Die interne Abgrenzung zwischen dem Schwäbischen und Alemannischen entsprechend der Lautverschiebung i → ai verläuft, von Isny im Allgäu kommend, ungefähr südlich von Kempten bis nach Bad Hindelang. Das kleine Walsertal wurde vom Schweizer Wallis aus besiedelt und spricht Höchstalemannisch, während der Lindauer Raum mit seinem bodenseealemannischen Dialekt sprachlich einige Gemeinsamkeit mit dem angrenzenden Gebiet Vorarlbergs aufweist.
In den ländlichen Gegenden des Ries, Mittel- und Oberschwabens sowie im Allgäu sind die Dialekte noch sehr lebendig, wenn auch einer schleichenden „Bajuwarisierung“ ausgesetzt, die aus der Orientierung nach München und der bewussten Abgrenzung zum württembergischen Schwaben resultiert. In vielen Gegenden wird dagegen mit verschiedenen Aktionen, wie zum Beispiel Dialektübungen im Radio, dagegen angegangen.
In der Bezirkshauptstadt Augsburg und in praktisch allen anderen Mittel- und Kleinstädten der Region herrscht inzwischen vor allem in den jüngeren Generationen ein schwäbisch eingefärbtes Hochdeutsch vor. Dabei wird das altbairische Element in Augsburg zunehmend stärker, da Stadt und Umland immer mehr zum Münchener Einzugsbereich gehören.
Lediglich der Raum Neu-Ulm, der historisch teilweise zur Reichsstadt Ulm gehörte, ist in vielen Bereichen vollständig mit der baden-württembergischen Nachbarregion verflochten und neigt auch sprachlich dorthin. Die Bewohner von Bayerisch-Schwabens drittgrößter Stadt werden in ihrer Bezirkshauptstadt Augsburg deshalb auch meist für Württemberger gehalten, wenn sie Dialekt sprechen.
Siehe auch: Allgäuerisch

## Hessisch und Thüringisch-Obersächsisch
In den ehemals kurmainzischen Gebieten rund um Aschaffenburg (Bayerischer Untermain) westlich des Spessarts wird Untermainländisch gesprochen, ein südhessischer Dialekt (der „alte“ Dialekt, den es in Aschaffenburg fast nur noch in Schriftform gibt, ähnelt auf Grund der langen Zugehörigkeit zu den kurmainzischen Gebieten sehr dem Mainzer Dialekt). Im südlichen Landkreis Miltenberg hingegen spricht man das dem Südrheinfränkischen zugerechnete Odenwäldisch. Die einst zum geistlichen Fuldaer Gebiet gehörende Bad Brückenauer Region spricht Osthessisch bzw. eine fuldische Variation des Rhöner Platts. Im Raum Ludwigsstadt wird traditionell eine thüringische Mundart gesprochen.
Siehe auch: Dialekte in Hessen, Thüringischer Dialekt

## Deutschböhmische und deutschmährische Mundarten
Die Deutschböhmen und Deutschmährer (auch Sudetendeutsche) werden oft als „vierter Stamm Bayerns“ bezeichnet und brachten ihre Heimatmundarten aus dem heutigen Tschechien mit. Nur in geschlossenen „Neusiedlungen“ mit Bewohnern aus der gleichen Ursprungsregion (z. B. Neugablonz bei Kaufbeuren/Allgäu) wurden diese Dialekte noch ein bis zwei Generationen weitergegeben und erlöschen langsam. Die aus Böhmen, Mähren und Schlesien stammenden Vertriebenen waren eine sehr inhomogene Gruppe, welche die Dialekte der angrenzenden Sprachregionen des deutschen Sprachraumes verwendete, also Bairisch, Ostfränkisch – hierbei insbesondere Erzgebirgisch und andere auf dem Ostfränkischen basierende Mischdialekte, Sächsisch und Schlesisch.